# Зліт
Зліт — процес переходу літального апарата або літаючого представника фауни (комахи, птахи, лиликоподібні) у стан польоту. Зліт можливий тільки в тому випадку, якщо підйомна сила більше ваги злітаючого об'єкта.

## Зліт літальних апаратів

### Зліт аеродинамічних літальних апаратів
Зліт — етап польоту з моменту початку прискореного руху повітряного судна з лінії старту на наземній (водній) або штучній поверхні (моменту відділення від вказаної поверхні при вертикальному злеті) до моменту набору рекомендованих посібником з льотної експлуатації повітряного судна висоти і/або швидкості безпечного набору висоти залежно від типу повітряного судна та умов виконання.

#### Зліт літака

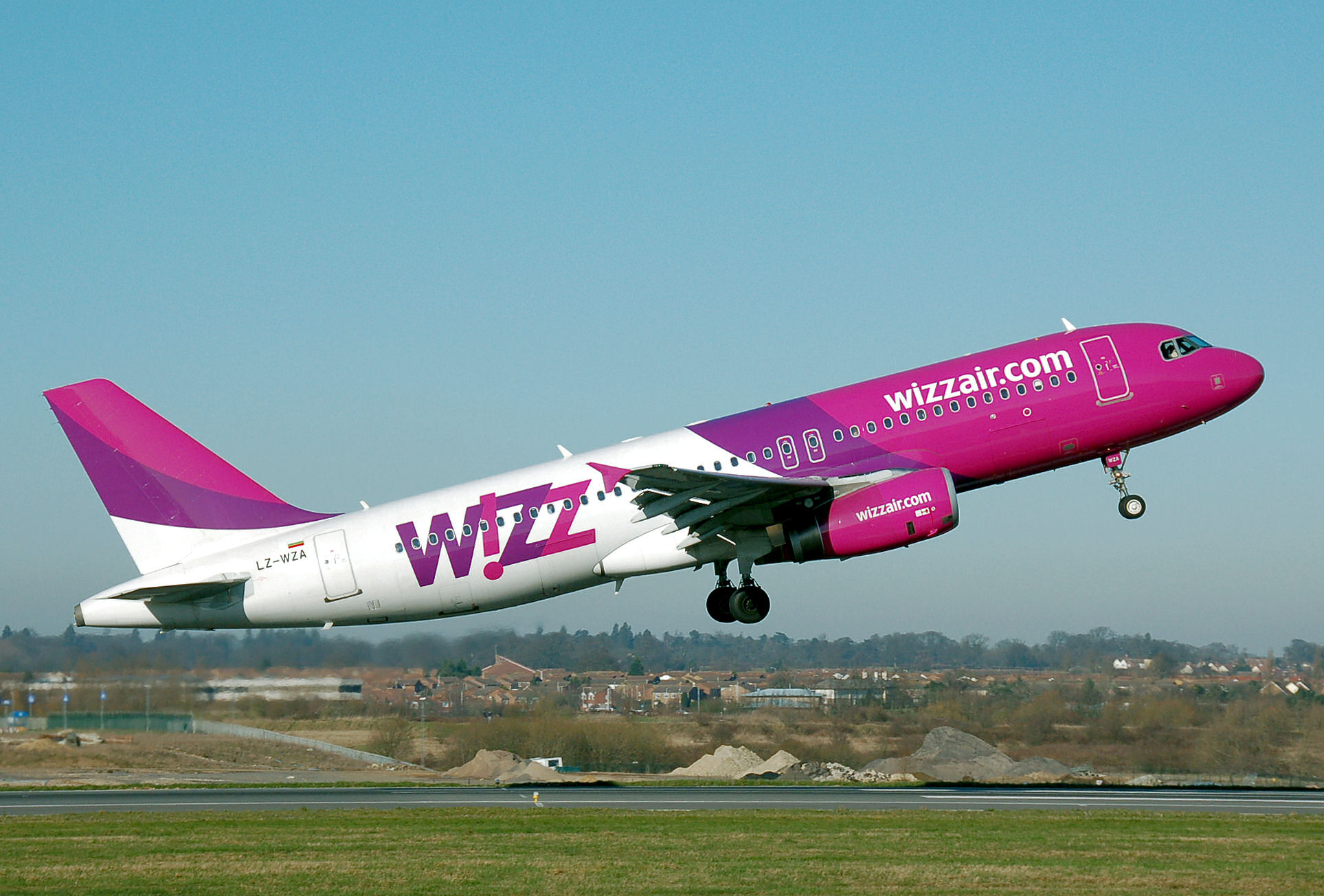
Airbus A320-200 злітає в аеропорту Лутон, Англія

Порівняно з іншими типами літальних апаратів літак має найтривалішу за часом і найскладнішу з організації управління фазу злету. Зліт — це процес переходу літака від нерухомого положення на лінії виконавчого старту до керованого польоту. Для визначеності характеристик зльоту домовилися, що зліт закінчується після досягнення висоти 1500 футів або моменту, коли всю злітно-посадкову механізацію приберуть, і літак досягне швидкості для набору висоти, яка з цих точок виявиться вищою. (Part 25 Subpart B Performance 25.111 Takeoff path).
Зліт літака буває декількох видів:
- Зліт з гальм. Двигуни виводяться на режим максимальної тяги, на якій літак утримується на гальмах; після того, як двигуни вийшли на встановлений режим, гальма відпускаються, і починається розбіг.
- Зліт з короткочасною зупинкою на ЗПС. Екіпаж не чекає, поки двигуни вийдуть на потрібний режим, а відразу починає розбіг (двигуни повинні досягти потрібної потужності до певної швидкості). При цьому довжина розбігу збільшується.
- Зліт без зупинки (англ. rolling start), «з ходу». Двигуни виходять на потрібний режим в процесі вирулювання з руліжної доріжки на ЗПС, застосовується при високій інтенсивності польотів на аеродромі.
- Зліт з застосуванням спеціальних засобів. Найчастіше це зліт з палуби авіаносного корабля в умовах обмеженої довжини ЗПС. У таких випадках короткий розбіг компенсується трамплінами, катапультними пристроями, додатковими твердопаливними ракетними двигунами, автоматичними утримувачами коліс шасі тощо.
- Зліт літака з вертикальним або скороченим злетом (напр., Як-38).
- Зліт з поверхні води.

Зліт вважається одним із самих складних і небезпечних етапів польоту: під час злету можуть відмовити двигуни, що працюють в умовах максимальної теплової та механічної навантаженості, літак (щодо інших фаз польоту) максимально заправлений паливом, а висота польоту ще мала. Найбільша катастрофа в історії авіації відбувся саме на злеті.
Конкретні правила злету для кожного типу повітряного судна описані в керівництві з льотної експлуатації літака. Корективи можуть вносити схеми виходу, особливі умови (наприклад, правила зниження шуму), однак існують деякі загальні правила.
Сучасні двигуни мають можливість ступеневого (derate) або плавного (assumed temperature/FLEX) зниження злітної тяги. Перед зльотом обидва пілоти незалежно розраховують потрібний режим двигуна для зльоту, звіряють отримані розрахунки і вводять отриманий режим у FMC. Під час розрахунку враховуються обрана ЗПС для зльоту, атмосферні умови, стан поверхні ЗПС, обраний кут випуску злітно-посадкової механізації, наявність відборів повітря від двигунів та злітна вага літака. Під час цього також розраховуються і вводяться в FMC швидкість прийняття рішення V1, швидкість підйому передньої стійки Vr, і безпечна швидкість зльоту V2.
Літаки з реактивними двигунами приблизно вдвічі чутливіші на зміну густини повітря і від п'яти до десяти разів чутливіші на зміну температури, ніж літаки з двигунами внутрішнього згоряння. Висока вологість повітря зменшує злітну потужність двигунів внутрішнього згоряння.
З метою зниження рівня шуму, якщо аеропорт розташований в безпосередній близькості від населеного пункту і маршрут польоту пролягає над житловими кварталами, виконується спеціальна процедура.
Кожне повітряне судно перед польотом зобов'язане пройти передполітну підготовку. Літак готують до тих умов, в яких доведеться злітати. Наприклад, якщо прогнозується ожеледиця, літак обробляють спеціальною рідиною.
Швидкість прийняття рішення (V1) — це швидкість до якої зліт може бути безпечно припинене, і літак зупиниться в межах злітно-посадкової смуги (ЗПС). Розрахунок V1 враховує безліч факторів, таких, як: довжина ЗПС, її стан, покриття, ухил, висота аеродрому над рівнем моря, метеоумови (вітер, температура), завантаження літака, центрування, та інші. Якщо відмова сталася на швидкості, меншій V1, у разі екстреного гальмування літак встигне зупинитися в межах ЗПС і не викотиться. У разі, якщо відмова сталася на швидкості, більшої за V1, єдино вірним рішенням буде продовжити зліт і потім провести посадку. Більшість типів літаків цивільної авіації з декількома двигунами сконструйовані так, що, навіть якщо на злеті відмовить один з двигунів, потужності решти вистачить на те, щоб розігнати машину до безпечної швидкості, піднятися на мінімальну висоту, з якої можна зайти на глісаду і посадити літак.
Зазвичай пілоти ділять сфери діяльності — один пілотує літак (pilot flying, PF), а другий контролює стан систем літака, виконує процедури, займається навігацією та радіозв'язком (pilot not flying, PNF). У наступному польоті вони міняються ролями.
Перед злетом пілот випускає закрилки і передкрилки в розрахункове положення, щоб збільшити підіймальну силу, і в той же час мінімально перешкоджати розгону літака. Це зменшує довжину розбігу і дозволяє відірватися від смуги на меншій швидкості. Потім, дочекавшись дозволу авіадиспетчера, пілот встановлює двигуни у розрахунковий режим.
Встановлення розрахункового режиму проводиться у два етапи: спочатку двигуни вручну повільно виводять на проміжний режим (spin up), переконуються, що режими обох двигунів стабілізувалися та потім вмикають автомат тяги, і він виводить двигуни на розрахунковий режим. Ця процедура проводиться для того, щоб не допустити виникнення великої різниці тяг між двигунами, яка зі свого боку може призвести до неконтрольованого розвороту літака на мокрій ЗПС.
З цього моменту і до досягнення швидкості V 1 руку на важелях управління двигунами тримає командир, оскільки тільки він може ухвалити рішення про припинення зльоту. PNF контролює роботу автомата тяги та за необхідності, встановлює заданий режим двигунам вручну.
Одночасно з цим пілот відпускає гальма коліс, і літак починає розбіг. Під час розбігу головне завдання пілота — тримати машину строго уздовж осі ЗПС, не допускаючи поперечного зсуву літака. Особливо це важливо при бічному вітрі. Для витримування напрямку руху штурвал відхиляють «на вітер» для компенсації моменту крену та трохи від себе до швидкості 80 вузлів (для поліпшення контакту переднього колеса з поверхнею ЗПС), а педалями витримують напрямок уздовж осьової лінії ЗПС. Відхилення педалей передаються одночасно на механізм розвороту передньої стійки та кермо напрямку.
Досягнення швидкості 80 вузлів (148 км/год) голосно озвучується PNF. PF підтверджує цю швидкість за своїми приладами. Ця процедура має щонайменше три мети: — перевірка показань швидкості; — це межа для припинення зльоту в разі виникнення не дуже критичних відмов; — перевірка працездатності PF.
PNF озвучує досягнення швидкості V 1. Командир прибирає руку від важелів двигунів. З цього моменту в разі відмови одного двигуна зліт буде продовжено.
PNF озвучує досягнення швидкості V R. PF плавно відхиляє штурвал на себе, збільшуючи кут атаки. Ніс літака підводиться («підйом»), а потім і весь літак відривається від землі. За надмірного темпу взяття штурвала на себе можливий удар хвостом літака об ЗПС.
Відразу ж після відриву для зменшення лобового опору (за наявності вертикальної швидкості набору висоти) забираються шасі (якщо вони прибираються), та (за наявності) випускні фари, потім проводиться зменшення режиму роботи двигунів та поступове прибирання механізації крила. Поступове прибирання обумовлене необхідністю повільного зменшення підіймальної сили крила. При швидкому прибиранні механізації літак може дати небезпечне просідання. Взимку, коли літак влітає у відносно теплі шари повітря, де ефективність двигунів падає, просадка може бути особливо глибокою. Порядок прибирання шасі і механізації крила строго регламентований у керівництві з льотної експлуатації для кожного типу літака.
Після прибирання злітно-посадкової механізації, встановлення швидкості для набору висоти та набору висоти не менше 1500 футів етап злету вважається завершеним, і починається наступний етап польоту: набір висоти.
Зліт з ракетними прискорювачами
Зліт з ракетним прискорювачем застосовується в основному у військовій авіації, хоч і в різних сферах її застосування. Наприклад, якщо ЗПС аеродрому знищена противником, то може постати завдання забезпечення злету з коротких ділянок полотна яке збереглося; також, на думку творців — безаеродромний старт дозволив би великою мірою забезпечити виведення літаків-носіїв ядерної зброї з-під удару противника (оскільки аеродроми — це один з перших об'єктів такого удару). Також забезпечення злету важконавантаженого транспортного літака з досить короткої смуги, а також з ґрунту різної міцності. Сюди ж можна віднести зліт зі смуги розташованої у високогір'ї або в області з високою температурою навколишнього повітря (або і те і інше разом), тобто в умовах, коли тяга двигуна і аеродинамічні характеристики не досягають своїх максимальних значень. До специфічних завдань можна віднести завдання, які вирішуються винищувальною авіацією ППО. Тут, наприклад, може виникнути необхідність захисту різних наземних об'єктів у місцях відсутності стаціонарних аеродромів, на яких могли б базуватися винищувачі ППО.

#### Зліт вертольота таЛВЗП
Фаза для злету вертольота відносно коротка і починається з перекладу двигунів на злітний режим, а закінчується переходом в режим горизонтального польоту.
Зліт вертольота може здійснюватися вертикально або, якщо вертоліт обладнаний колесами і злітає з ЗПС, з короткого розбігу, для економії палива.
На високогірних злітних майданчиках, де повітря розріджене, застосовується зліт з розбігом.

### Зліт аеростатичних літальних апаратів
- Зліт газонаповненого аеростата — зазвичай такі аеростати заповнюють легким газом задовго до злету і утримують на землі за рахунок баласту і швартування. Для злету необхідно відшвартувати апарат і скинути частину баласту.
- Зліт монгольф'єра — монгольф'єр створює підіймальну силу лише при наповненні гарячим повітрям. Тому монгольф'єри зазвичай не швартують. Для злету монгольф'єра в його оболонку подають гаряче повітря (звичайно від газового пальника), після чого апарат плавно злітає.

### Зліт ракетодинамічних літальних апаратів
Злетом (або стартом) ракети називається фаза від включення двигуна до виходу двигуна на режим розрахункової тяги або покидання ракетою стартової споруди (залежно від того, що настане пізніше). Для твердопаливних ракет зліт триває частки секунди. Сучасні бойові ракети використовують мінометний старт.
Зліт крилатої ракети
Крилаті ракети, як правило, злітають з направляючих з використанням твердопаливних прискорювачів, які дозволяють досягти польотної швидкості на порівняно невеликій відстані. Сучасні типи крилатих ракет використовують установки вертикального пуску.

### Зліт комах

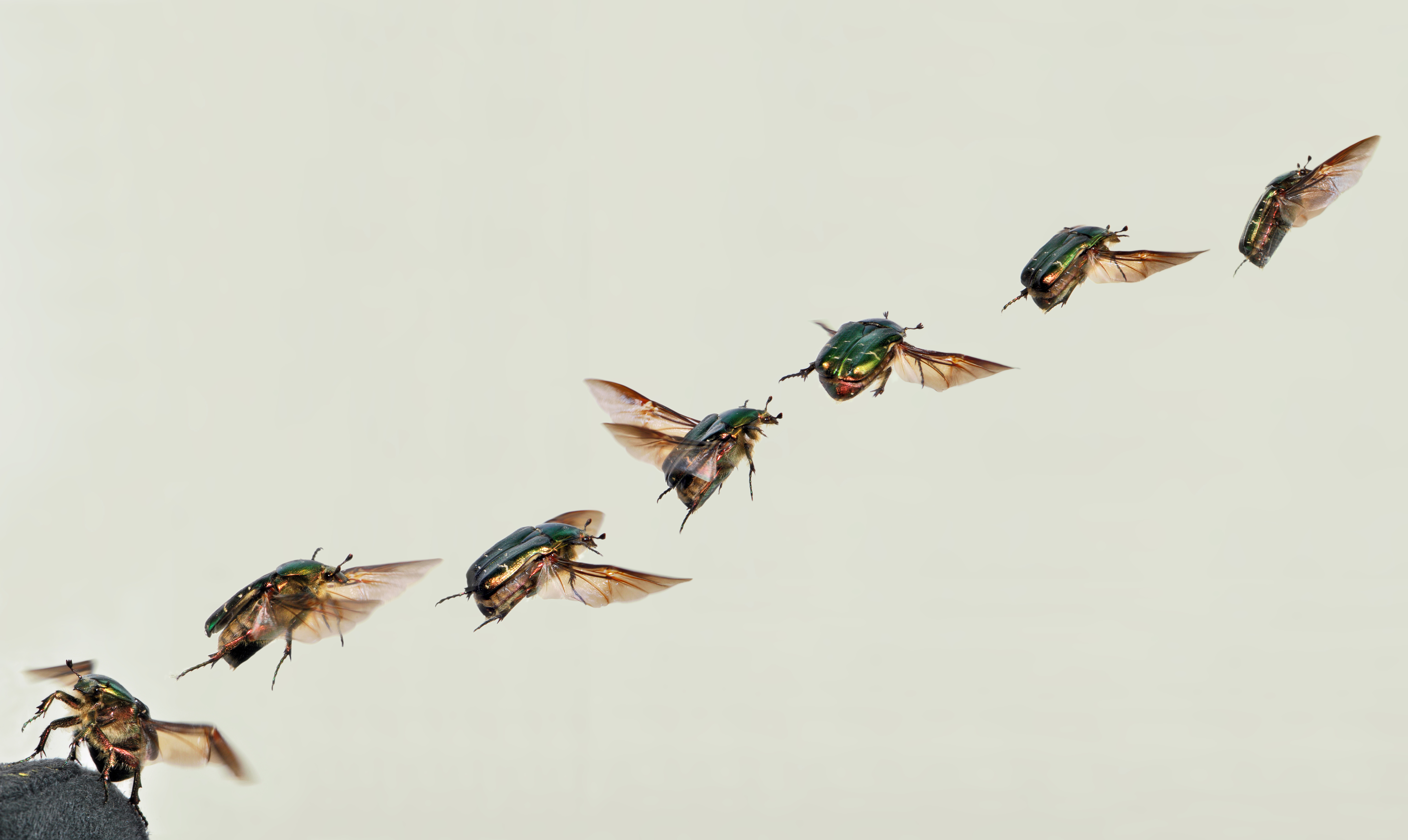
Зліт бронзівки золотистої (Cetonia aurata)

## Зліт представниківфауни

### Зліт рукокрилих
Всупереч поширеній думці, рукокрилі можуть злітати не тільки з високо розташованих пунктів (стелі печери, стовбура дерева), але і з рівної землі і навіть з водної поверхні. У цьому випадку зліт починається зі стрибка вгору, який відбувається в результаті сильного поривчастого руху передніх кінцівок

### Зліт птахів
Стратегія злету може істотно відрізнятися, перш за все в залежності від розміру птаха. Птахи невеликого розміру вимагають відносно невеликої або навіть нульовою початкової швидкості, яка генерується за рахунок стрибка.
Зокрема, така поведінка була продемонстрована на прикладі шпака і перепели, які здатні генерувати 80-90 % швидкості польоту за рахунок початкового стрибка, досягаючи прискорення до 48 м/c.
При цьому шпаки часто використовують енергію гілки, на якій сидять, хоча і не здатні регулювати силу стрибка в залежності від її товщини.
Інші невеликі птахи, такі як колібрі, чиї ноги занадто малі і тонкі для стрибка, починають махати крилами ще на землі, досягаючи підіймальної сили до 1,6 ваги птиці.
Великі птахи не здатні злітати з місця, і їм потрібна початкова швидкість польоту. Найчастіше ця швидкість досягається за рахунок злету проти вітру. На додаток, часто птахи змушені робити пробіжку по поверхні землі або води.
Деякі великі птахи, такі як орли, використовують скелі, верхні гілки дерев або інші підвищення для отримання швидкості за рахунок падіння, морські птахи часто здатні досягти подібного ефекту за рахунок злету з гребеня хвилі.

## Галерея

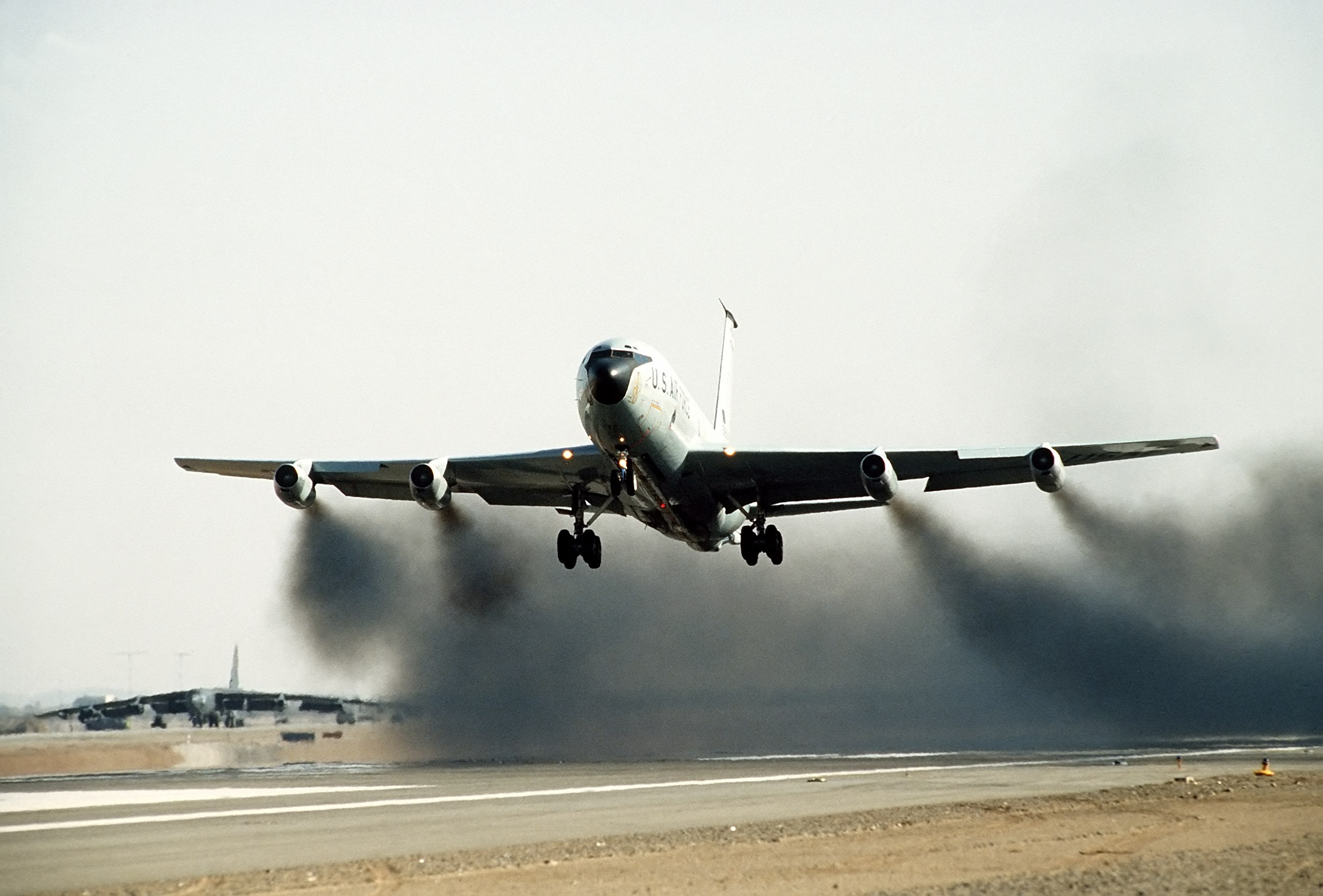
Зліт Boeing KC-135. Двигуни, що працюють на злітному режимі, використовують уприскування води для збільшення тяги.
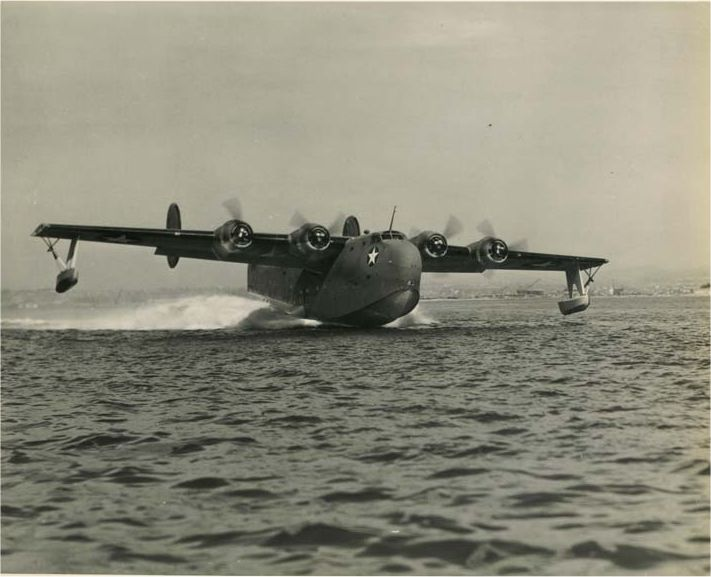
Зліт літаючого човна.
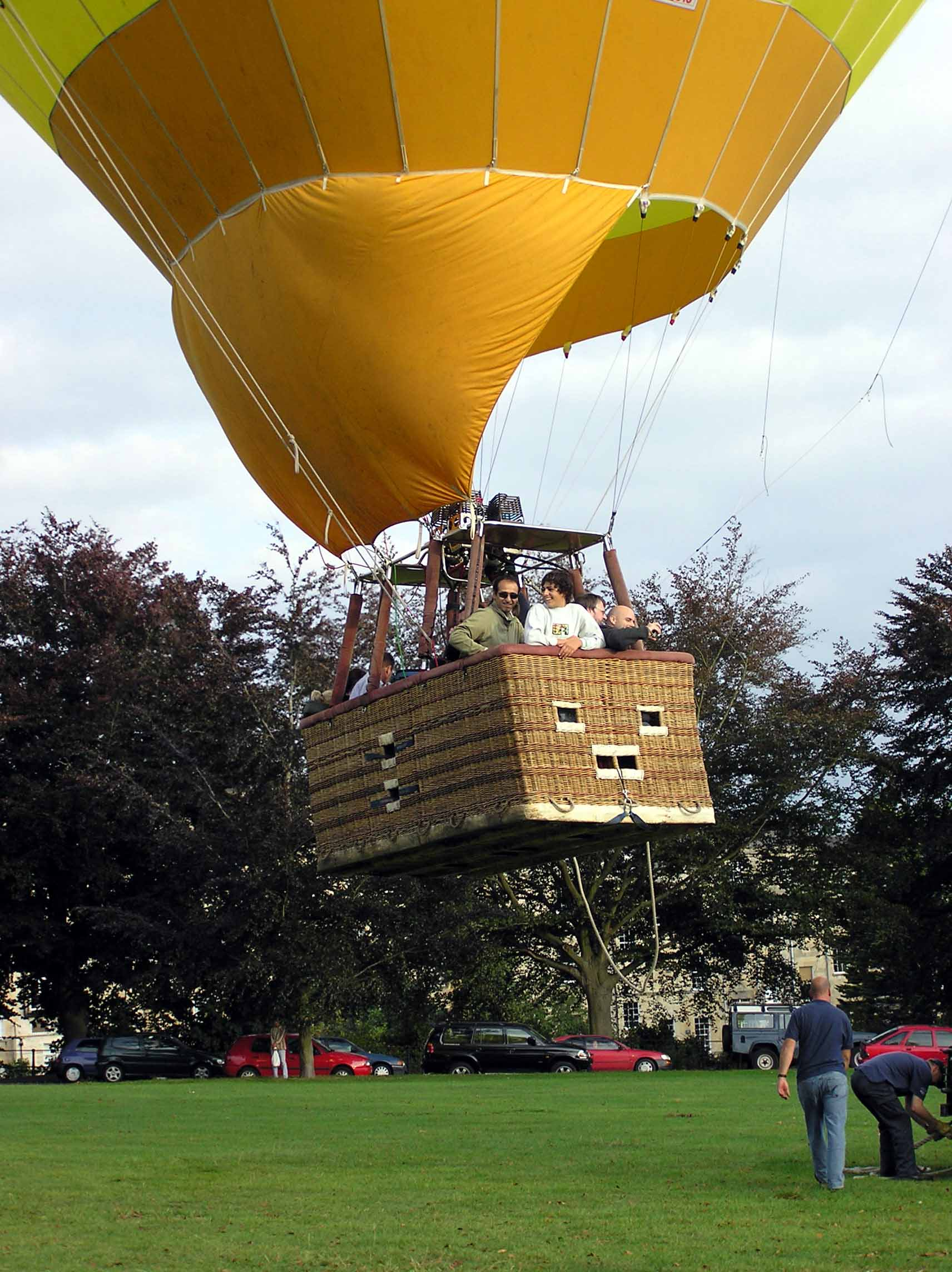
Зліт монгольф'єра.
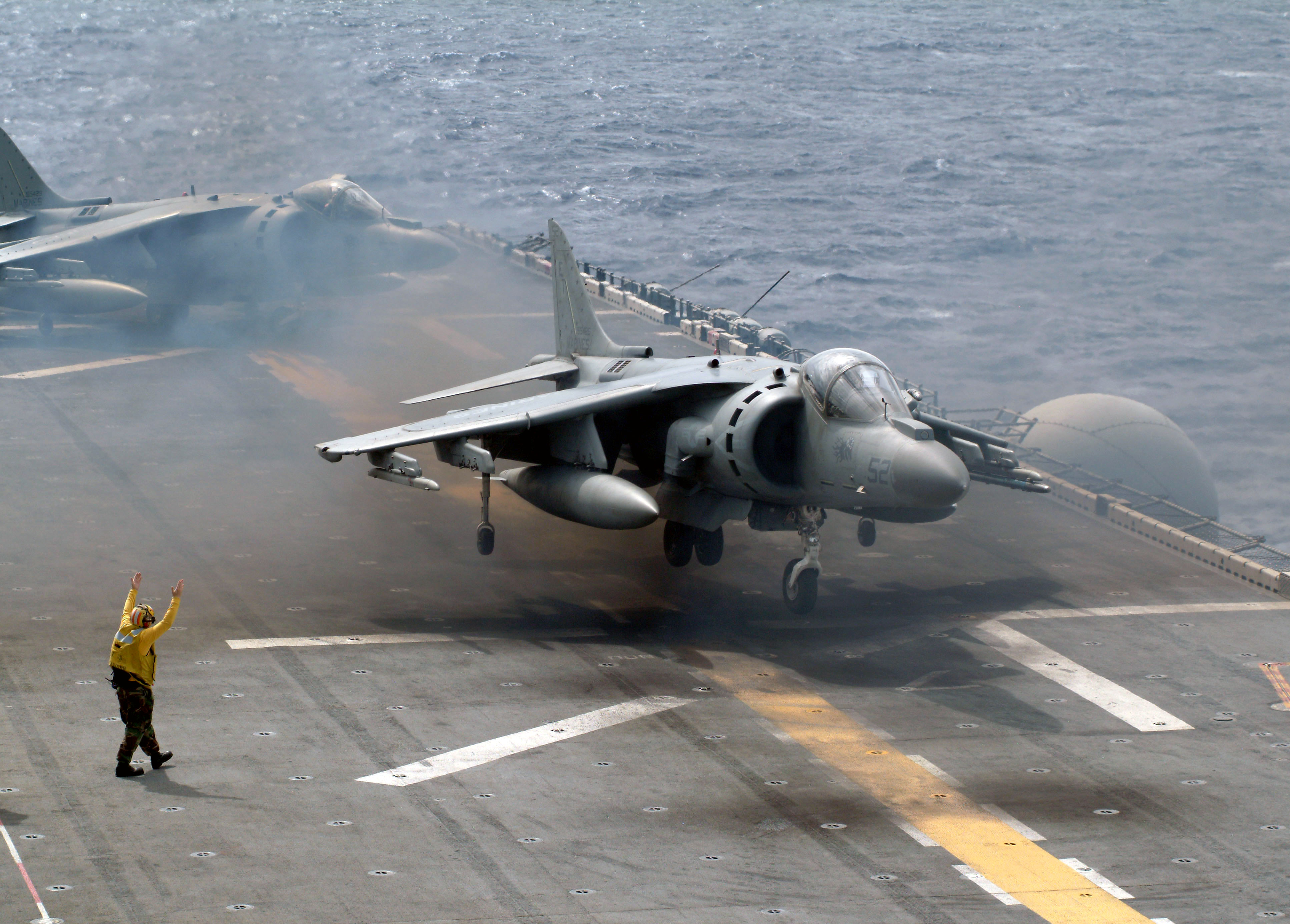
Вертикальний зліт AV-8B Harrier.
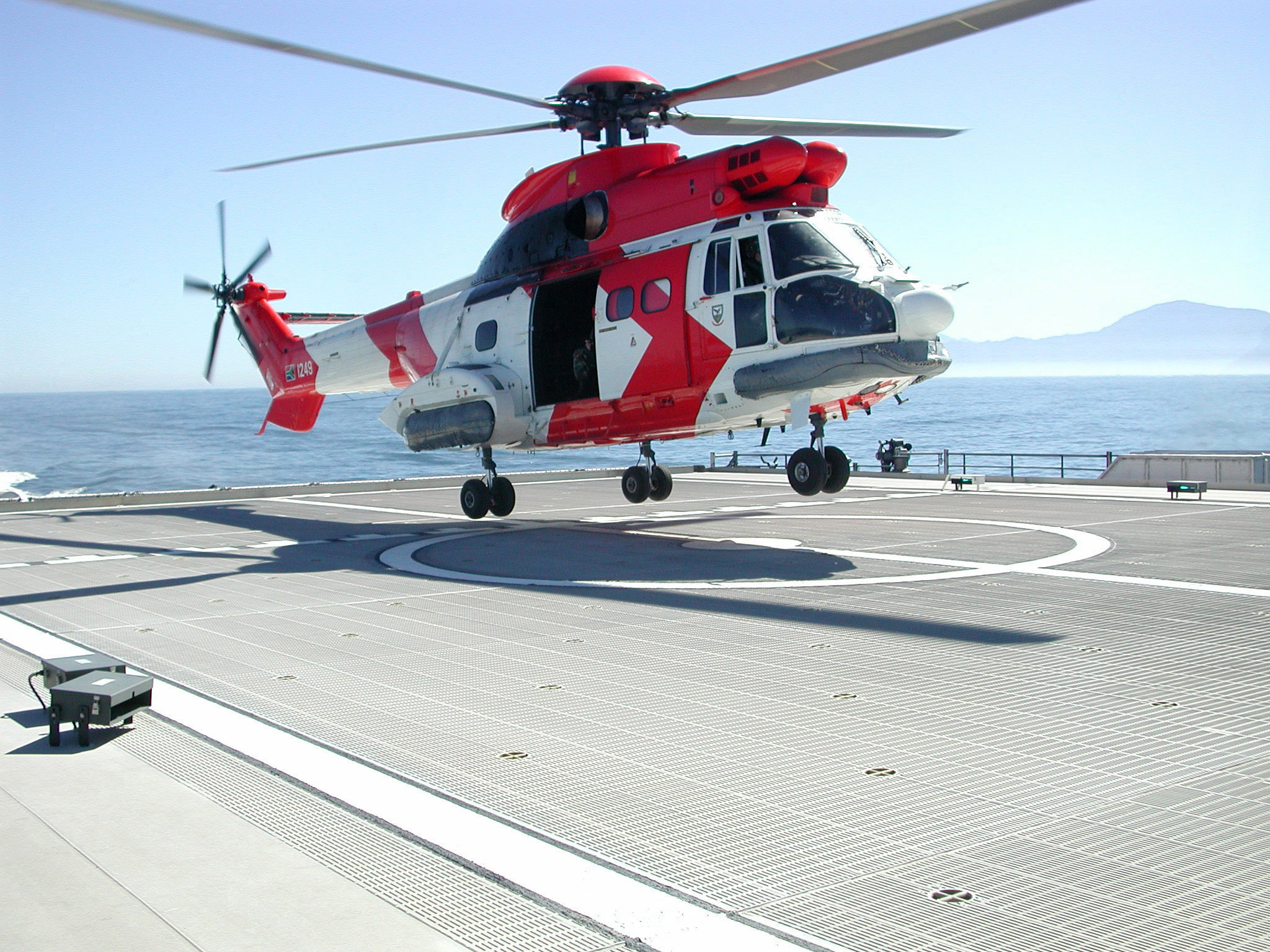
Зліт вертольота Oryx.
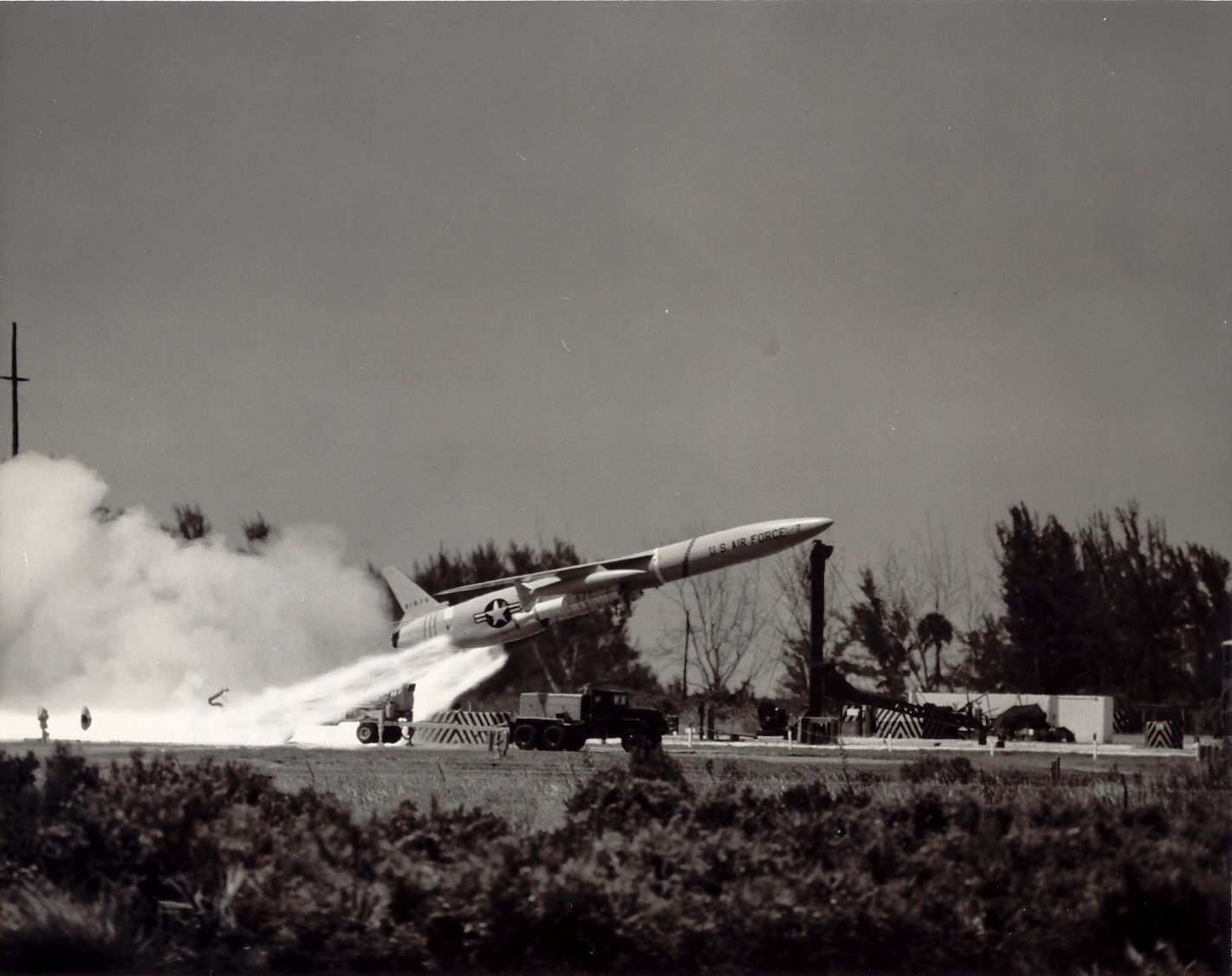
Зліт крилатої ракети SM-62 Snark.
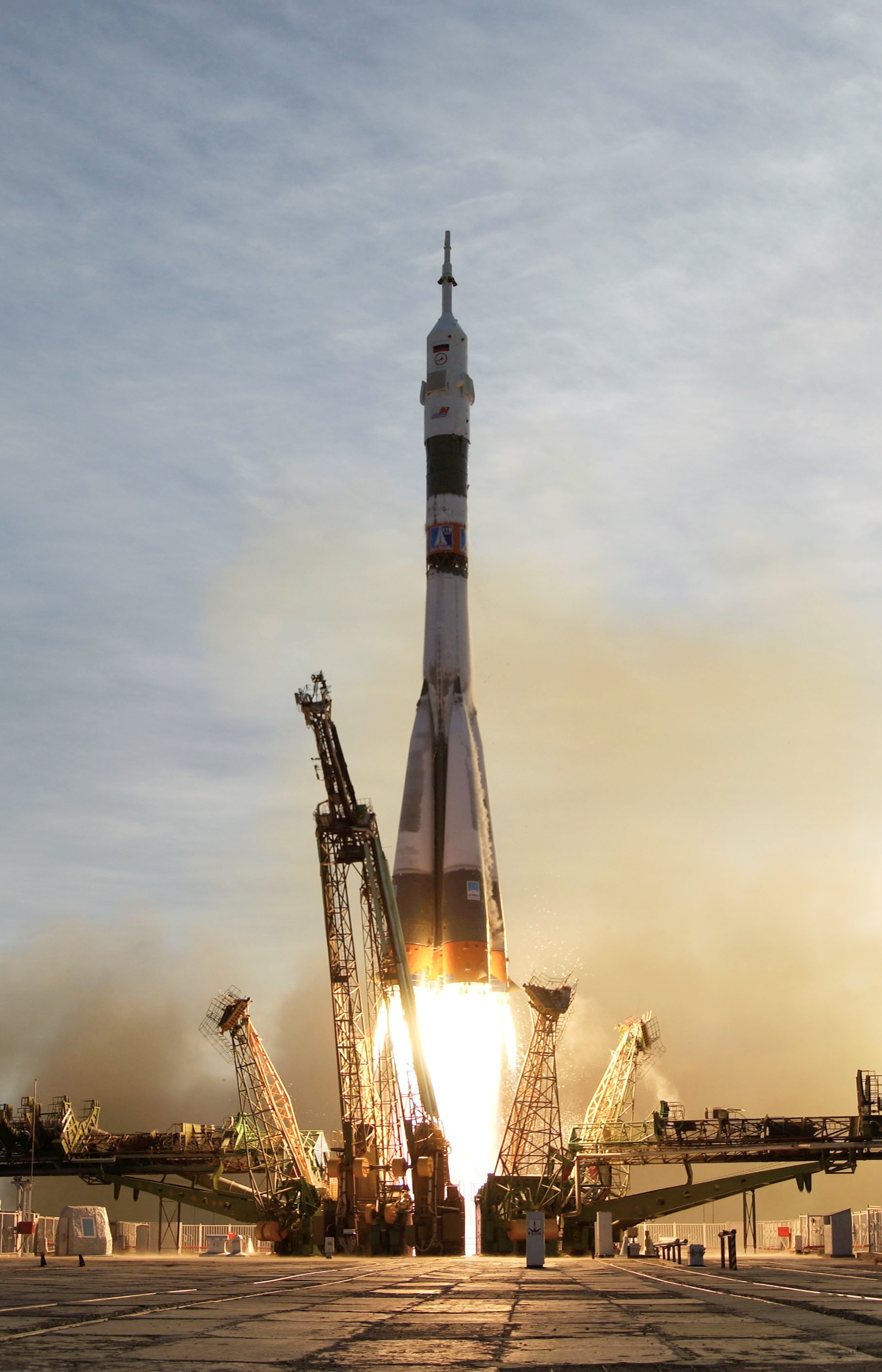
Зліт (старт) ракети-носія «Союз».